# Едуардс (военновъздушна база)
Военновъздушната база „Едуардс“ (на английски: Edwards Air Force Base) се намира в САЩ, Южна Калифорния и понастоящем е втората по големина военновъздушна база на САЩ.
В базата са разположени Изпитателният център на военновъздушните сили на САЩ, Изследователският център за полети „Армстронг“, както и училището за тест пилоти на ВВС на САЩ.
Предишното име на базата е Военновъздушна база „Мърок“, но през 1949 г. е прекръстена в чест на пилота изпитател на ВВС на САЩ и герой от Втората световна война Глен Едуардс, загинал недалеч от нея по време на тест на експериментален прототип на самолет.
Базата е играла важна роля в развитието на почти всички самолети, използвани от ВВС на САЩ след Втората световна война, като почти всеки летателен апарат от 1950 г. насам е поне частично тестван в нея, превръщайки я в своеобразна „майка“ на много авиационни постижения и открития.
На 14 октомври 1947 г., при изпитателен полет над базата, осъществен от Чарлс Йейгър, за първи път в човешката история е премината звуковата бариера.